# Хари Лубсе
Хари Лубсе (хол. Henricus ("Harry") Carolus Gerardus Lubse; Ајндховен, 23. септембар 1951) бивши је холандски фудбалер који је играо на позицији нападача.

## Каријера
Професионалну каријеру започео је у ПСВ Ајндховену, за који је играо већи део каријере, од 1968. до 1980. године. Током 1980. године играо је за Биршот, а након тога за Хелмонд спорт. Каријеру је 1985. године завршио у Витесеу.
За репрезентацију Холандије играо је на једној утакмици, 3. септембра 1975. године у квалификацијама за Европско првенство 1976. године, на мечу против селекције Финске, где је Холандија победила резултатом 4:1, а један гол постигао је Лубсе. Холандију је представљао и на Светско првенству 1978. године, иако није забележио ниједан наступ. 